# Роберто Калькатерра
Роберто Калькатерра (італ. Roberto Calcaterra, 2 лютого 1972) — італійський ватерполіст.
Призер Олімпійських Ігор 1996 року, учасник 2004 року.
Чемпіон світу з водних видів спорту 1994 року, призер 2003 року.